# World Games 2017/Teilnehmer (Aserbaidschan)
| Gelbes Symbol für Goldmedaillen mit stilisierten Olympischen Ringen | Graues Symbol für Silbermedaillen mit stilisierten Olympischen Ringen | Braundes Symbol für Bronzemedaillen mit stilisierten Olympischen Ringen |
| ------------------------------------------------------------------- | --------------------------------------------------------------------- | ----------------------------------------------------------------------- |
| 1                                                                   | 1                                                                     | —                                                                       |

Aserbaidschan nahm in Breslau an den World Games 2017 teil. Die Delegation bestand aus 3 Athleten und 3 Athletinnen.

## Teilnehmer nach Sportarten

### Karate
| Athleten           | Wettbewerb   | Vorrunde      | Vorrunde | Vorrunde        | Vorrunde | Vorrunde            | Vorrunde | Halbfinale           | Halbfinale    | Finale / Platz 3 | Finale / Platz 3 | Rang          |
| Athleten           | Wettbewerb   | Gegner        | Ergebnis | Gegner          | Ergebnis | Gegner              | Ergebnis | Gegner               | Ergebnis      | Gegner           | Ergebnis         | Rang          |
| ------------------ | ------------ | ------------- | -------- | --------------- | -------- | ------------------- | -------- | -------------------- | ------------- | ---------------- | ---------------- | ------------- |
| Männer             |              |               |          |                 |          |                     |          |                      |               |                  |                  |               |
| Firdosi Farzaliyev | Kumite 60 kg | Emad Almalki  | 2:0      | Geoffrey Berens | 0:0      | Matias Gomez Garcia | 0:0      | Douglas Santos Brose | 5:0           | Amir Mehdizadeh  | 4:2              | Gold          |
| Firdosi Farzaliyev | Kumite 84 kg | Ryutaro Araga | 0:0      | Kamil Warda     | 0:1      | Jorge Perez         | 6:3      | ausgeschieden        | ausgeschieden | ausgeschieden    | ausgeschieden    | ausgeschieden |

### Rhythmische Sportgymnastik
| Frauen           |          |        |    |               |               |               |
| Ayshan Bayramova | Ball     | 14.950 | 12 | ausgeschieden | ausgeschieden | ausgeschieden |
| Ayshan Bayramova | Kegel    | 13.050 | 17 | ausgeschieden | ausgeschieden | ausgeschieden |
| Ayshan Bayramova | Reifen   | 14.650 | 15 | ausgeschieden | ausgeschieden | ausgeschieden |
| Ayshan Bayramova | Schleife | 12.400 | 18 | ausgeschieden | ausgeschieden | ausgeschieden |

### Trampolinturnen
| Frauen                                    |                  |        |   |        |   |        |
| Sviatlana Makshtarova Veronika Zemlianaia | Synchronspringen | 85.900 | 4 | 46.250 | 2 | Silber |
| Männer                                    |                  |        |   |        |   |        |
| Mikhail Malkin                            | Tumbling         | 74.500 | 2 | 67.200 | 5 | 5      |